# Goulven Mazéas
Pour les articles homonymes, voir Mazéas.
Goulven Mazéas (15 mars 1895 à Lannilis, Finistère - 9 janvier 1981 à Bégard) est un homme politique et négociant français.
Il est investit dans le mouvement breton.

## Biographie

### Origine
Mazéas est originaire de Lannilis dans le nord-Finistère. Il exerce comme négociant de pommes de terre à semence à Guingamp, et est le créateur d'une variété nommé « Keltia ».

### Engagements politiques
Il milite au sein du parti autonomiste breton.
Il intègre la ligue fédéraliste de Bretagne à sa création en 1931.

Il écrit en 1934 un fascicule pour fixer la doctrine de la ligue fédéraliste de Bretagne, et y affirme : 

« À l'heure où les démocraties croulent, expiant ainsi la faute de n'avoir été démocraties que de nom, quand l'Occident, dans une marche rétrograde, s'engage yeux bandés dans la voie des nationaux-socialismes, ultimes remparts de l'internationale capitaliste, quand par le monde le summum de la civilisation se juge à l'appareil guerrier dont croit devoir se glorifier chaque pays, au raffinement et au grandiose apparat que revêtent les meurtres collectifs organisés et avant que les peuples ne soient enlisés dans la glu paralysante des fascismes, il convient aux éléments encore sains composant l'humanité simplement civilisée, c’est-à-dire dépouillée des bas instincts de l'homme animal, d'opposer aux nationaux-socialismes étroits, égoïstes et barbares, à leur autoritarisme absolu et outrancier, un programme de liberté, de justice et d'humanité, social et international. »

— in Social-Fédéralisme, 1934

### Seconde Guerre mondiale
Durant la Seconde Guerre mondiale, il est arrêté par les Allemands. Sa femme, (juive alsacienne, née Denise Weill) ainsi que leurs deux enfants, Claudine et Daniel, sont arrêtés pour être conduits au Camp de Drancy. Il doit faire jouer ses relations au sein du mouvement breton pour éviter leurs déportations en Allemagne.

### Après la guerre
Il est délégué de l'Union européenne des fédéralistes au congrès de l'Europe à La Haye en 1948.
En tant que négociant de pommes de terre, il prend la tête du syndicat des négociants de Bretagne après la guerre.

### Décès
Il meurt 9 janvier 1981 à Bégard.

## Famille
Sa fille Claudine Mazéas est une collecteuse de chants traditionnels bretons.

## Publications
- Social-fédéralisme, Ed. de la Bretagne fédérale, Rennes, 1934
- Petite histoire bretonne de la pomme de terre, Brest, 1940
- Histoire et folklore Kosmonomotheos, 1946
- La vie diabolique de Saint Kériolet (Pierre Le Gouvello de Keriolet), Le cercle du Livre, 1953

### Documentaire
- BZH, des bretons, des Bretagnes, film d'Olivier Bourbeillon et Marie Hélia, 1997, 90 min (Lazennec Bretagne/TF1)